# Стефан Бансел
Стефа̀н Бансѐл (на френски: Stéphane Bancel) е френски бизнесмен, работил дълго време и в Съединените щати.
Роден е на 20 юли 1972 година в Марсилия в семейството на инженер и лекарка. През 1995 година завършва химия в „Екол сентрал“ в Париж, а през 2000 година и магистратура по бизнес администрация в Харвардския университет, след което работи за фармацевтичната компания „Лили“ в Европа. От 2007 до 2011 година е в управата на френската биотехнологична компания „Биомерийо“, а след това оглавява американския разработчик на РНК ваксини „Модерна“, който преживява голям подем по време на пандемията от COVID-19.